# Bénédicte Manier
Pour les articles homonymes, voir Manier.
 (juillet 2024).
Bénédicte Manier est une journaliste et essayiste française. Elle est une spécialiste de l'Inde, pays dont elle suit l'évolution de la société depuis plus de trente ans[source insuffisante].

## Biographie
Elle a effectué plusieurs centaines de reportages de terrain en France et dans plusieurs pays, notamment au Laos, au Cambodge, en Thaïlande, au Maroc, au Burkina Faso, en Irlande, au Danemark, en Suède, en Norvège, en Espagne, aux États-Unis, au Canada, au Brésil, en Argentine, et en Inde, comme en témoignent ses livres et ses articles écrits pour l'AFP.
Spécialisée dans les questions économiques et sociales, elle a à son actif l'étude de plusieurs sujets, notamment le travail des enfants, les droits des femmes, la démographie mondiale, l'élimination des filles en Inde, la pauvreté, l'économie solidaire ou le microcrédit.
Elle s'est surtout spécialisée dans les initiatives de la société civile, en particulier les mobilisations citoyennes pour lutter contre le réchauffement climatique, pour rénover la démocratie, développer l'économie sociale et solidaire, ainsi qu'en matière de santé solidaire, d'alter-consommation (coopératives de consommateurs, circuits courts, Amap,...), de reforestation, d'énergies renouvelables, d' agroécologie ou d'agriculture urbaine, des thèmes qu'elle a développés dans deux de ses livres : Un million de révolutions tranquilles et La route verte des Indes.
Elle a été journaliste à l'Agence France-Presse, tout en collaborant à de nombreux autres médias, notamment Elle Québec, Women Features Service (WFS, Inde), WomensENews (Etats-Unis), et Le Monde Initiatives, mensuel du groupe Le Monde spécialisé dans l'économie sociale (de 2001 à 2005).  
Elle écrit toujours régulièrement dans les mensuels Le Monde diplomatique et Alternatives économiques, où elle est chroniqueuse et tient un blog intitulé Chroniques de l'Inde. Par ailleurs, elle a notamment publié sur le site Reporterre, dans les Cahiers de tendances de la Fondation Jean-Jaurès, et la revue de l'Institut de recherche internationales et stratégiques (IRIS).   
Répertoriée sur le site Les Expertes, elle a été interviewée pour ses ouvrages par plusieurs médias (France Inter, France Culture, Radio France Internationale, TV5 Monde...), et participe régulièrement à des émissions de radio (notamment sur France Culture, RFI, France Inter), ainsi qu'à des conférences et des tables rondes (comme les Rendez-Vous du Futur ou le Festival des Idées).
Bénédicte Manier est par ailleurs conseillère auprès du World Human Forum
Elle est chevalier de l'Ordre national du Mérite et chevalier de la Légion d'Honneur.

## Ouvrages
- Quand les femmes auront disparu : L'élimination des filles en Inde et en Asie, Paris, la Découverte, coll. « La Découverte Poche / Essais » (no 289), 2008 (nouvelle édition), 210 p. (ISBN 978-2-7071-5624-2) : ouvrage de référence sur la sélection des naissances en Inde[13]. Traduit en plusieurs langues (espagnol, catalan...). Ce livre a été une des sources d'inspiration de l'artiste plasticienne Prune Nourry, qui a inclus une interview de l'auteure dans son exposition Holy Daughters sur les filles en Inde.
- Le travail des enfants dans le monde, Paris, La Découverte, 2011, 3e éd.. Décrit la répartition de l'emploi d'enfants dans le monde, par continents (pays émergents, pays en développement et pays industrialisés) et par secteurs (agriculture, industrie, services), et analyse le rôle qu'il joue en tant que rouage de l'économie mondiale[14]. Traduit en plusieurs langues.
- Un million de révolutions tranquilles : Comment les citoyens changent le monde, Paris, Les Liens qui Libèrent (LLL), 2012, 328 p. (ISBN 979-10-209-0009-8), avec une 2e édition enrichie publiée en 2016 et une édition de poche parue en 2018 aux éditions J'ai Lu. Ce tour du monde des initiatives citoyennes (énergies renouvelables partagées, agriculture urbaine, agroécologie, monnaies sociales, coopératives de travail, co-working et Fab-Labs, circuits financiers éthiques et autogérés, AMAP, habitat coopératif, économie collaborative, démocratie directe, économie circulaire...) montre comment, partout, des hommes et des femmes reprennent en main les enjeux qui les concernent. Et apportent, de New York à Tokyo, de Barcelone aux villages de l’Inde, des solutions à des défis considérés comme insurmontables : désertification, pauvreté, malnutrition, crise du logement...). Prix 2013 du Livre de l'Environnement[15],[16], ce livre a été traduit en plusieurs langues (chinois, coréen, italien...). Il a directement inspiré le film "Demain" de Cyril Dion et Mélanie Laurent (qui le cite au générique) et le livre éponyme, ainsi que le documentaire "L'urgence de ralentir".
- L'Inde nouvelle s'impatiente : 780 millions d'Indiens de moins de 35 ans, Paris, Les Liens qui Libèrent (LLL), 2014, 160 p. (ISBN 979-10-209-0122-4).
- Made in India : Le laboratoire écologique de la planète, Paris, Éditions Premier parallèle, 2015, 155 p. (ISBN 979-10-94841-15-0, lire en ligne)
- La Route verte des Indes. Au pays des transitions écologiques et citoyennes. Version actualisée et enrichie du livre "Made in India", parue en 2018, en édition de poche, aux éditions de l’Échiquier  (ISBN 978-2-37425-117-2).